# Gasthof zum Storchen (Mühlau)

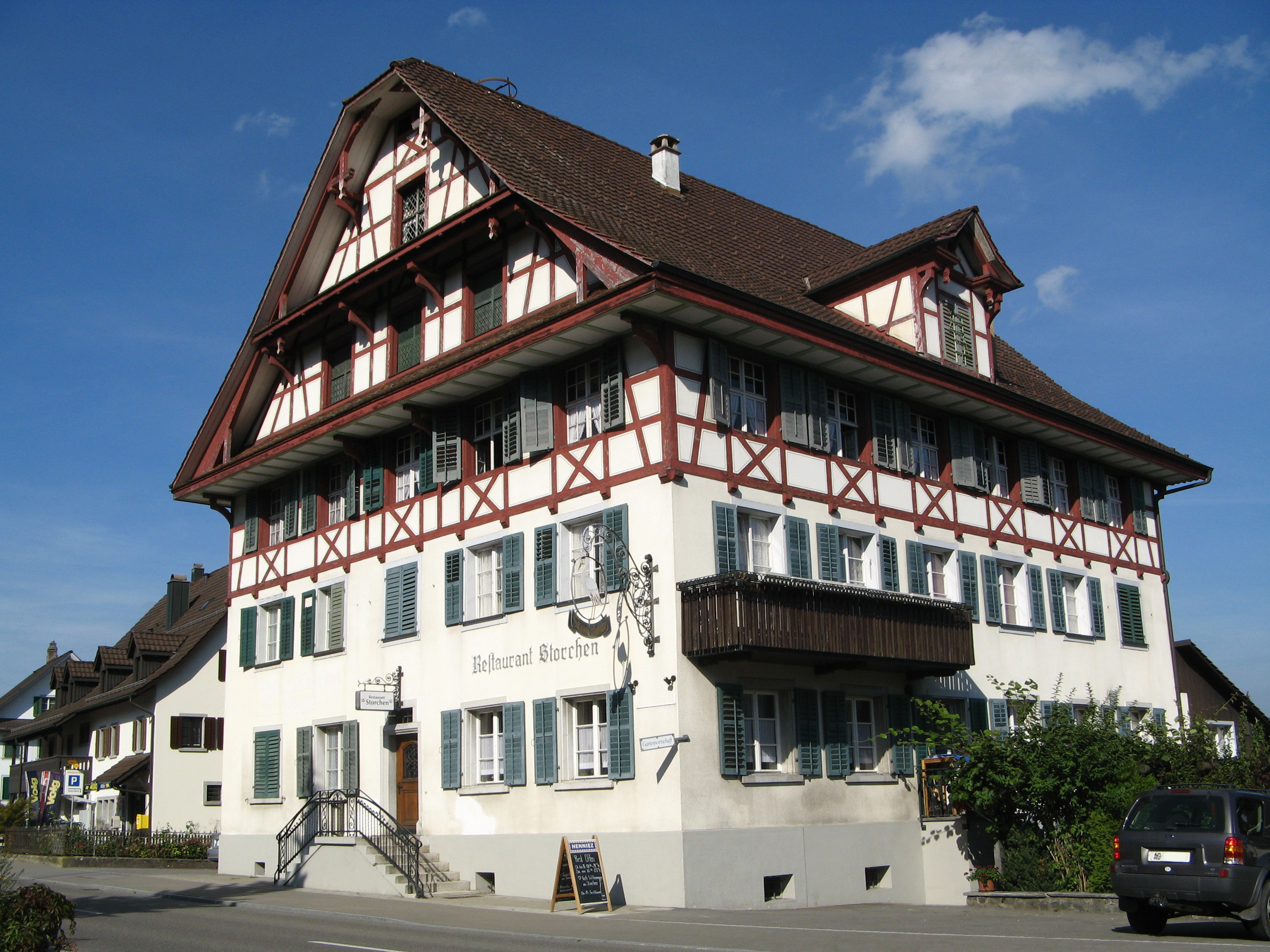
Gasthof zum Storchen

Der Gasthof zum Storchen ist eine Gaststätte in Mühlau im Kanton Aargau. Das Gebäude steht unter kantonalem Denkmalschutz und befindet sich in der Nähe der Pfarrkirche St. Anna.
Errichtet wurde das Gebäude im Jahr 1731. Zunächst trug es die Bezeichnung Gasthof zum Löwen. 1937 erfolgte eine Umbenennung, nachdem auf dem Dach mehrere Jahre lang Störche genistet hatten. Das stattliche Haus im traditionellen ländlichen Baustil des Freiamts besitzt fünf auf sechs Achsen und ein Krüppelwalmdach. Die zwei unteren Geschosse sind gemauert, während das dritte Geschoss und die zwei Dachgeschosse in Riegelbauweise ausgeführt sind. Je zwei Klebedächer auf Konsolen kennzeichnen die Giebel. An der Mitte der Strassengiebelseite führt eine Freitreppe zum Hauptportal, das mit den Jahreszahlen 1731–1951 versehen ist. Der Gastronomiebetrieb umfasst ein Restaurant und mehrere Gästezimmer.